# Варвоглис, Мариос
Ма́риос Варво́глис (греч.  Μάριος Βάρβογλης; 10 декабря 1885, Брюссель — 30 июля 1967, Афины) — видный греческий композитор и дирижёр XX века. Вместе с Эмилием Риадисом, Дионисием Лаврангасом, Георгием Ламбелетом и Манолисом Каломирисом является одним из основоположников современной Национальной греческой музыкальной школы.

## Род Варвоглисов
Род Варвоглисов восходит к восточномакедонскому городу Серрес. С падением Константинополя в 1453 году, род распался на ветви. Часть семьи нашла убежище в Венеции, другая осталась в завоёванном османами Константинополе. Члены венецианской ветви рода Варвоглисов прибыли позже на Пелопоннес, во время военных операций Франческо Морозини (1684—1688), выбивших турок с полуострова. С армией Морозини на Пелопоннес прибыл офицер Константин Варвоглис и его сын Александр. Последний положил начало пелопоннеской ветви Варвоглисов. Один из потомков Александра, Георгиос Варвоглис, вернулся к истокам семьи, в восточномакедонский Серрес, после чего развернул коммерческую деятельность в Одессе, нажил состояние в России, вернулся на Пелопоннес, но после Пелопоннесского восстания был истерзан турками, вместе с другими членами семьи.
Прадед композитора Георгиос Варвоглис и его дед Панайотис были участниками Греческой освободительной войны (1821—1829), причём дед, Панайотис Варвоглис, стал министром (1849) в воссозданном греческом государстве. Отец композитора, Николаос Варвоглис, был офицером армии, директором порохового завода и преподавал в военном училище эвэлпидов. А дядя будущего композитора, Филиппос Варвоглис, стал в 1895 году министром в правительстве Теодора Дилиянниса.

## Биография

### Молодость
Мариос Варвоглис родился в 1885 году в Брюсселе, во время служебной поездки отца, которого сопровождала его жена, Мария Франдзиду. Мариос вырос в Афинах. Первоначально Мариос хотел учиться на художника, и в 1900 году записался в Афинскую школу изящных искусств (класс Литраса и Ройлоса. Параллельно он брал уроки музыки в Афинской консерватории.
В 1902 году Мариос отправился в Париж, чтобы там учиться политическим наукам (как того желала семья). Οднако Мариос связался с художественными кругами Монмартра и сделал решительный поворот в пользу музыки. После этого Мариос учился музыке в Парижской консерватории и в парижской Школе санторум у Ксавье Леру (фр. Xavier Leroux), Жорже Кассаде (фр. Georges Caussade) и Венсана Д’Энди. Он остался жить в Париже, где учился и работал до 1920 года, с маленьким перерывом в 1909-12, когда он временно работал в Вене и Дюссельдорфе. В Париже он вращался в кругах авангардистов и познакомился с известными художниками и музыкантами (его друзьями были Альфредо Казелла, Морис Равель, Эдгар Варез, Камиль Сен-Санс и Амедео Модильяни). Примечательно, что портрет Варвоглиса работы Модильяни стал последней работой художника перед его смертью, которая также сопровождалась надписью «Le beau Marius» (рус. Прекрасный Мариос).
Среди греков Парижа друзьями Мариоса были поэт Сотирис Скипис (1881—1952), композитор Эмилиос Риадис и натурализовавшийся во Франции поэт Жан Мореас. Пока Мореас был ещё жив, он старался удерживать Варвоглиса от еретических крайностей всевозможных «школ» той эпохи.

### Афинский период творчества
Варвоглис вернулся в Афины в 1920 году вместе со своей женой, француженкой-декораторшей Эдит Коннье, с которой у него было двое детей. Он был принят профессором на кафедру теории музыки в Афинской консерватории и активизировался в кругах музыкальной критики и композиции. Одновременно он преподавал музыку в различных гимназиях. В 1931 году он стал одним из пяти учредителей Союза греческих музыкантов, и с 1936 по 1957 год был заместителем председателя Союза. Он продолжил своё сотрудничество с журналом «Нумас», начатое ещё в 1909 году.
До последних лет Мариос жил и работал в Афинах. В 1923 году он был награждён «Национальным знаком отличия в области искусств и литературы», а в 1937 году — музыкальной «Премией Такиса Кандилороса» Афинской академии наук.

### Гонения за политические убеждения
Варвоглис преследовался за свои политические убеждения в годы диктатуры генерала Метаксаса. Трудные годы тройной, германо-итало-болгарской оккупации Греции, Варвоглис прожил в Афинах. После освобождения страны силами народно-освободительной армии, и последовавшей сразу за этим британской военной интервенции в декабре 1944 года, Варвоглис, вместе с тысячами сторонников и просто симпатизирующих левым освободительным силам греков, был заключён в британские концентрационные лагеря.
В действительности Варвоглис не был коммунистом, но поплатился за свою дружбу с такими коммунистами, как поэт Костас Варналис и литературный критик Марк Авгерис. После того как Варвоглис был освобождён из концлагеря, он был уволен из гимназии, в которой преподавал около 20 лет. Все последующие годы Манолис Каломирис безуспешно пытался «протащить» Варвоглиса в Афинскую академию наук, не в последнюю очередь, чтобы поправить его финансовое положение. В марте 1966 года, через несколько лет после смерти Каломириса и за год до смерти самого Варвоглиса, его кандидатура в Академию была отклонена в очередной раз, с разницей на голосовании в один голос.

### Последние годы
В 1957 году Варвоглис стал председателем Союза греческих композиторов. Одновременно в период 1955—1967 он был музыкальным критиком редакций газет «Свободное Слово» (греч. Ελεύθερος Λόγος) и «Новости» (греч. Τα Νέα). Несмотря на свои сложные отношения с официальной Грецией, в 1965 году Варвоглис был награждён Орденом Феникса за свой вклад в греческую музыку.
Мариос Варвоглис умер в Афинах в 1967 году и был похоронен на кладбище муниципалитета Зографос.

## Оценки творчества Варвоглиса
Варвоглис с большим трудом писал простую музыку, используя свой дар «непринуждённого потока». Его друг, композитор Эмилиос Риадис, писал: «Музыка Варвоглиса льётся немногими каплями и чиста, как кристально чистая вода греческого источника». Музыковед С. Спанудис писал, что музыка Варвоглиса концентрирует в себе все элементы чистого «неоклассического» вдохновения, переполненного лирикой и «аттической чувствительностью».
В результате, творчество Варвоглиса, хоть и небольшое по объёму, является одним из наиболее значительных среди греческих композиторов, поскольку композитор с религиозным почтением неукоснительно следовал доктрине своего друга Жана Мореаса: «Faire tres difficilement des vers faciles» («Делай с большой трудностью лёгкие стихи»). Музыковед Кети Роману считает, что несмотря на то, что Варвоглис мало известен в широких слоях греческого населения, его вклад в то, что сегодня именуется «Национальная музыкальная школа», более чем существенен.

## Труды
Некоторые из его самых значительных работ:
Опера:
- Святая Варвара (Αγία Βαρβάρα, 1912)
- Полдень любви (Το Απόγευμα της Αγάπης, 1935)

Сценическая музыка:
- Агамемнон Эсхила (1932)[8][9]
- Персы Эсхила (1934)
- Птицы Аристофана (1929)
- Медея Еврипида (1942)
- Клятва мёртвых Захариаса Папантониу (Ο Όρκος των Νεκρών, 1929)
- «Пусть живёт Месолонгион» Василиса Ротаса (Να ζει το Μεσολόγγι, 1933)[10][11]

Оркестровая музыка:
- «Пир» (Το πανυγήρι/The Feast, 1906—1909)
- «Буколическая сюита» (Ποιμενική σουίτα, 1912)
- «Греческое Капричио» (Ελληνικό Καπρίτσιο, 1914)
- «Канон, хоровод и фуга» — посвящение Иоганну Себастьяну Баху (Κανόνας, Χορικό και Φούγκα, 1930)
- «Прелюдия, хоровод и фуга» — второе посвящение Баху (Πρελούδιο, χορικό και φούγκα, 1937)
- «Размышление для скрипки» (Στοχασμός, 1938)[12][13]
- «Лавры и кипарисы» (Δάφνες και Κυπαρίσσια, 1950)
- «За колючей проволокой» (Πίσω από το συρματόπλεγμα, 1945)

Камерная музыка:
- «Колыбельная куклы» (Doll’s Serenade, 1905)
- «Буколическая сюита» (Ποιμενική σουίτα, 1912)
- «Дань уважения Цезарю Франку» для скрипки и фортепиано (Hommage a César Franck, 1922)
- «Трио для скрипки» (1938)
- «Трио для фортепиано» (1943)
- «Прелюдия и фуга на Византийскую тему» (Πρελούδιο και Φούγκα σε Βυζαντινό θέμα, 1953)
- «Посвящение Никосу Скалкотасу» (Αφιέρωμα στο Νίκο Σκαλκώτα, 1967)

Музыка для фортепиано:
- «Детский час» (Η ώρα των παιδιών, 1904) — 14 разноплановых детских произведений
- «Греческая рапсодия» (Ελληνική Ραψωδία, 1909)
- «Сонатина» (Σονατίνα, 1927)[14]

### Вокальная музыка
- «Эврикоми» (Ευρυκόμη, 1906) — на стихи Дионисиоса Соломоса
- «Песня повозчика» (Το τραγούδι του αγωγιάτη, 1906)
- «Греческий ветерок» (Ελληνικό αγέρι, 1927) — произведение для мужского хора
- «Может вы знаете почему?» (Μην ξέρετε γιατί, 1935) — рождественская песня
- «Облака» (Τα σύννεφα, 1940) — произведение для женского хора